# Дайдзё тэнно
Дайдзё тэнно (яп. 太上天皇 дайдзё:-тэнно: / дадзё:-тэнно:,  досл. император, уступивший трон; отрекшийся император; бывший император) — титул Императора Японии, который отрёкся от трона и вышел в отставку. Сокращённое название: яп. 上皇 (дзё:ко:). Часто переводится на европейские языки как экс-император или император на покое.

## История
Титул дайдзё тэнно имеет китайское происхождение. Китайский Сын Неба, который ушёл в отставку со своего поста, назывался тайшан-хуан — «Верховный хозяин» (кит. 太上皇, пиньинь tàishàng-huáng) или тайшан-хуанди — «Верховный император» (кит. 太上皇帝, пиньинь tàishàng-huángdì).
В Японии титул дайдзё тэнно впервые был использован в VII веке во время правления Императрицы Суйко. С тех пор его получили 62 человека.
В средневековых японских источниках дайдзё тэнно часто называли Императором-затворником (яп. 院 ин). Это название происходит от японского названия усадьбы, где отставной монарх жил со своей прислугой, отстранившись от большой политики. Дайдзё тэнно продолжали называть «затворниками» даже после 1086 года, когда экс-Император Сиракава нарушил традицию и стал активно вмешиваться в государственные дела с целью ослабить придворную аристократию и усилить контроль Императорского дома над страной. Вмешательство дайдзё тэнно в политику продолжалось до 1840 года и получило в японской историографии название «правление Императоров-отшельников» — инсэй. Обычно отставные Императоры становились буддийскими монахами и назывались Императорами-монахами (яп. 法皇 хо:о:).
Последним дайдзё тэнно был Император Кокаку, который передал свой пост Императора в 1817 году своему преемнику. В середине XIX века титул дайдзё тэнно был упразднён. В XXI веке титул был восстановлен в порядке исключения для императора Акихито.

## Синонимы титула
| Кандзи | Транскрипция   | Перевод             |
| ------ | -------------- | ------------------- |
| 下居帝 | Ории-но-микадо | Отставной Император |
| 院     | Ин             | Император-отшельник |
| 法皇   | Хоо            | Император-монах     |
| 仙洞   | Сэнто          | Император-пещерник  |

## Список дайдзё тэнно
| Дайдзё тэнно              | Дайдзё тэнно         | Дайдзё тэнно               | Годы правления                      | Годы правления       |
| Имя                       | Отречение            | Получение титула           | Начало                              | Конец                |
| ------------------------- | -------------------- | -------------------------- | ----------------------------------- | -------------------- |
| Императрица Саймэй        | 12 июля 645 года     |                            |                                     |                      |
| Императрица Дзито         | 22 августа 697 года  | 22 августа 697 года        |                                     |                      |
| Императрица Гэммэй        | октябрь 715 года     | октябрь 715 года           |                                     |                      |
| Императрица Гэнсё         | март 724 года        | март 724 года              |                                     |                      |
| Император Сёму            | 19 августа 749 года  | 19 августа 749 года        |                                     |                      |
| Императрица Кокэн         | 7 сентября 758 года  | 7 сентября 758 года        |                                     |                      |
| Император Конин           | май 781 года         | май 781 года               |                                     |                      |
| Император Хэйдзэй         | 8 мая 809 года       | 8 мая 809 года             |                                     |                      |
| Император Сага            | 29 мая 823 года      | 29 мая 823 года            |                                     |                      |
| Император Дзюнна          | 22 марта 833 года    | 22 марта 833 года          |                                     |                      |
| Император Сэйва           | 18 декабря 876 года  | после 18 декабря 876 года  |                                     |                      |
| Император Ёдзэй           | 4 марта 884 года     | 4 марта 884 года           |                                     |                      |
| Император Уда             | 4 августа 897 года   | 4 августа 897 года         |                                     |                      |
| Император Судзаку         | 23 мая 946 года      | 29 мая 946 года            |                                     |                      |
| Император Рэйдзэй         | 27 сентября 969 года | 9 октября 969 года         |                                     |                      |
| Император Энъю            | 24 сентября 984 года | 6 октября 984 года         |                                     |                      |
| Император Кадзан          | 31 июля 987 года     | 1 августа 987 года         |                                     |                      |
| Император Итидзё          | 6 июля 1011 года     | 11 июля 1011 года          |                                     |                      |
| Император Сандзё          | 10 марта 1016 года   | 5 апреля 1016 года         |                                     |                      |
| принц Ко-Итидзё           | 1 сентября 1018 года | после 1 сентября 1018 года |                                     |                      |
| Император Го-Итидзё       | 15 мая 1036 года     | 15 мая 1036 года           |                                     |                      |
| Император Го-Судзаку      | 5 февраля 1045 года  | 5 февраля 1045 года        |                                     |                      |
| Император Го-Сандзё       | 18 января 1073 года  | 18 января 1073 года        |                                     |                      |
| Император Сиракава        | 3 января 1087 года   | 9 января 1087 года         | 3 января 1087 года                  | 24 июля 1129 года    |
| Император Тоба            | 25 февраля 1123 года | 1 марта 1123 года          | 24 июля 1129 года                   | 20 июля 1156 года    |
| Император Сутоку          | 5 января 1141 года   | 5 января 1141 года         |                                     |                      |
| Император Го-Сиракава     | 5 сентября 1158 года | 5 сентября 1158 года       | 5 сентября 1158 года                | 20 декабря 1179 года |
| Император Го-Сиракава     | 5 сентября 1158 года | 5 сентября 1158 года       | 2 февраля 1181 года (во второй раз) | 26 апреля 1192 года  |
| Император Нидзё           | 3 августа 1165 года  | 7 августа 1165 года        |                                     |                      |
| Император Рокудзё         | 30 марта 1168 года   | 8 апреля 1168 года         |                                     |                      |
| Император Такакура        | 18 марта 1180 года   | 24 марта 1180 года         |                                     |                      |
| Император Го-Тоба         | 18 февраля 1198 года | 27 февраля 1198 года       | 24 февраля 1198 года                | 10 июля 1221 года    |
| Император Цутимикадо      | 12 декабря 1210 года | 22 декабря 1210 года       |                                     |                      |
| Император Дзюнтоку        | 13 мая 1221 года     | 16 мая 1221 года           |                                     |                      |
| Император Тюкё            | 29 июля 1221 года    | не получил                 |                                     |                      |
| принц Го-Такакура         | не отрекался         | 3 сентября 1221 года       |                                     |                      |
| Император Го-Хорикава     | 17 ноября 1232 года  | 20 ноября 1232 года        |                                     |                      |
| Император Го-Сага         | 16 февраля 1246 года | 22 февраля 1246 года       |                                     |                      |
| Император Го-Фукакуса     | 9 января 1260 года   | после 9 января 1260 года   |                                     |                      |
| Император Камэяма         | 6 марта 1274 года    | 11 марта 1274 года         |                                     |                      |
| Император Го-Уда          | 27 ноября 1287 года  | 21 декабря 1287 года       |                                     |                      |
| Император Фусими          | 30 августа 1298 года | 9 сентября 1298 года       |                                     |                      |
| Император Го-Фусими       | 2 марта 1301 года    | 9 марта 1301 года          |                                     |                      |
| Император Ханадзоно       | 29 марта 1318 года   | 11 апреля 1318 года        |                                     |                      |
| Южная династия            |                      |                            |                                     |                      |
| Император Когон           | 7 июля 1333 года     | 26 января 1334 года        |                                     |                      |
| Император Суко            | 26 ноября 1351 года  | 17 декабря 1351 года       |                                     |                      |
| Император Тёкэй           | октябрь 1383 года    | октябрь 1383 года          |                                     |                      |
| Северная династия         |                      |                            |                                     |                      |
| Император Го-Дайго        | 1331 год             | 1331 год                   |                                     |                      |
| Император Го-Дайго        | 5 декабря 1336 года  | 5 декабря 1336 года        |                                     |                      |
| Император Комё            | 18 ноября 1348 года  | 16 декабря 1348 года       |                                     |                      |
| Император Го-Когон        | 9 апреля 1371 года   | 21 апреля 1371 года        |                                     |                      |
| Император Го-Энъю         | 24 мая 1382 года     | 7 июня 1382 года           |                                     |                      |
| Объединение династий      |                      |                            |                                     |                      |
| Император Го-Камэяма      | 19 ноября 1392 года  | 19 ноября 1392 года        |                                     |                      |
| Император Го-Комацу       | 5 октября 1412 года  | 5 октября 1412 года        |                                     |                      |
| принц Го-Сутоку           | не отрекался         | 3 января 1448 года         |                                     |                      |
| Император Го-Ханадзоно    | 31 августа 1464 года | 31 августа 1464 года       |                                     |                      |
| Император Огимати         | 17 декабря 1586 года | 17 декабря 1586 года       |                                     |                      |
| принц Ёко                 | не отрекался         | перед 1588 годом           |                                     |                      |
| Император Го-Ёдзэй        | 9 мая 1611 года      | 19 мая 1611 года           |                                     |                      |
| Император Го-Мидзуноо     | 22 декабря 1629 года | 22 декабря 1629 года       |                                     |                      |
| Император Сёмэй           | 14 ноября 1643 года  | 23 ноября 1643 года        |                                     |                      |
| Император Го-Сай          | 5 марта 1663 года    | 12 марта 1663 года         |                                     |                      |
| Император Рэйгэн          | 2 мая 1687 года      | 6 мая 1687 года            |                                     |                      |
| Император Хигасияма       | 27 июля 1709 года    | 30 июля 1709 года          |                                     |                      |
| Император Накамикадо      | 13 апреля 1735 года  | 15 апреля 1735 года        |                                     |                      |
| Император Сакурамати      | 9 июня 1747 года     | 14 июня 1747 года          |                                     |                      |
| Императрица Го-Сакурамати | 9 января 1771 года   | 10 января 1771 года        |                                     |                      |
| Император Кокаку          | 7 мая 1817 года      | 9 мая 1817 года            |                                     |                      |
| Император Кёкон           | не отрекался         | 19 марта 1884 года         |                                     |                      |
| Акихито                   | 30 апреля 2019 года  | 30 апреля 2019 года        |                                     |                      |